# Wislikofen
Wislikofen (schweizertyska: Wislike) är en ort i kommunen Zurzach i kantonen Aargau, Schweiz. Orten var före den 1 januari 2022 en egen kommun, men slogs då samman med kommunerna Bad Zurzach, Baldingen, Böbikon, Kaiserstuhl, Rekingen, Rietheim och Rümikon till den nya kommunen Zurzach.

## Geografi
Den tidigare kommunen Wislikofen hade en yta på 3,75 km². Av detta område används 2 km², eller 53,3 procent, inom jordbruket, medan 1,33 km² eller 35,5 procent är skogsmark. Resten av marken, 0,4 km² eller 10,7 procent, är bebyggelse (byggnader eller vägar).
Av bebyggelsen, utgjorde byggnader och bostäder 6,4 procent och transportinfrastruktur utgjorde 4,3 procent. Av skogsmarken är 34,1 procent av den totala landarealen skogrik och 1,3 procent är täckt med fruktträdgårdar eller små grupper av träd. Av jordbruksmarken används 28,5 procent för odling av grödor och 24 procent är betesmark.

## Vapensköld
Blasoneringen av kommunvapnet lyder Azure a Lion rampant Argent on a Mount Vert.

## Demografi
Wislikofen har 353 invånare (2020). Större delen av befolkningen talar tyska (98,5 procent), med engelska som näst vanligaste språk (0,6 procent) och italienska som tredje (0,3 procent).